# Misión Puerto de Purísima Concepción
La Misión Puerto de Purísima Concepción fue una de las misiones más efímeras y controvertidas establecidas a lo largo del río Colorado, cerca de lo que hoy es Yuma, Arizona. Fundada en octubre de 1780 por el Padre Francisco Hermenogildo Tomás Garcés, esta misión se encuentra históricamente en el lado de California del río Colorado pero no formaba parte de su conocido sistema de misiones costeras, sino que se administró como parte de las misiones españolas en Arizona. Fue destruida por el pueblo yuma y sus aliados junto con la Misión San Pedro y San Pablo de Bicuñer durante los tres días del 17 al 19 de julio de 1781.

## Historia
En el año 1773, el virrey Antonio María de Bucareli designó a Juan Bautista de Anza, capitán del presidio de Tubac, la tarea de liderar una primera expedición terrestre con el objetivo de abrir una ruta (Sendero Histórico Juan Bautista de Anza) entre Sonora y Alta California, y trasladar un grupo inicial de colonos. Para llevar a cabo esta misión, Anza recurrió al misionero franciscano fray Francisco Garcés, quien había explorado ampliamente la región final del Río Colorado entre 1769 y 1773, partiendo desde su confluencia con el Río Gila.
La expedición fue exitosa y se llevó a cabo entre enero y marzo de 1775, alcanzando la misión de San Gabriel Arcángel en Alta California. Sin embargo, los yumas, grupo indígena dominante en la región, se mostraban reticentes ante la presencia española. A finales de 1775 y principios de 1776, Anza lideró otra expedición que condujo a 235 personas y una gran cantidad de ganado, fundando el Presidio de San Francisco en la bahía del mismo nombre. Para asegurar la ruta entre Sonora y Alta California, los españoles decidieron evangelizar a los yumas y negociar con ellos. El líder principal de los yumas, Olleyquotequiebe, bautizado como Salvador Palma, pidió formalmente al virrey el establecimiento de misiones en su territorio. Tras superar varios obstáculos, en marzo de 1780, el virrey  autorizó la fundación de dos pueblos misionales en la intersección del camino a Alta California con el Río Colorado, cerca de la región que actualmente comprende entre Yuma (Estados Unidos) y Algodones (Baja California).
Durante sus viajes, el Padre Francisco Garcés se familiarizó con el jefe Palma, líder del pueblo yuma, quienes vivían en la zona a lo largo del río Colorado. Palma había abrazado el cristianismo y visitado México, mostrando interés en la conversión y solicitando la presencia de Garcés entre su pueblo. A pesar de las recomendaciones del Padre Garcés contra una presencia colonial grande, el comandante general Teodoro Croix ordenó la construcción de dos misiones: Puerto de Purísima Concepción y San Pedro y San Pablo de Bicuñer.
La construcción de la Misión Puerto de Purísima Concepción comenzó en el otoño de 1780. El primer pueblo se estableció el 27 de diciembre de 1780 por el alférez Santiago Islas a la orilla del Río Colorado, en lo que hoy es el estado de California, cerca de Yuma y se llamó La Purísima Concepción. La fundación comenzó con 21 soldados, 20 colonos y 127 personas más. Los misioneros a cargo fueron fray Francisco Garcés y fray Juan Berreneche. Sin embargo, la misión enfrentó numerosos problemas desde el principio. Surgieron problemas debido a que muchos yumas se negaron a abandonar sus costumbres ancestrales, como la poligamia y la vida nómada. A diferencia de otras regiones de la península, donde la escasez de alimentos impulsaba a los indígenas a acercarse a las misiones, en la región del Colorado la comida abundaba, lo que hacía innecesario para los yumas vivir en las misiones y, por lo tanto, los métodos tradicionales de evangelización fallaron. Además, las obras de irrigación iniciadas por el alférez Islas para la agricultura comenzaron a afectar los cultivos indígenas, generando tensiones. Estas tensiones se agravaron cuando el alférez decidió apresar a algunos líderes yumas. Los colonos españoles ignoraron los derechos indígenas, usurparon las mejores tierras y destruyeron los cultivos nativos, lo que generó un creciente descontento entre los yumas.

### Rebelión y Destrucción
En junio de 1781, el capitán Rivera y Moncada llegó a las misiones del Colorado con un contingente de 40 colonos y sus familias para trasladarlos a Alta California. La escasez de alimentos en su grupo exacerbó aún más la situación, llevando a los yumas a recuperar su territorio y su río con violencia. El 17 de julio de 1781, bajo el liderazgo de Salvador Palma, cientos de yumas atacaron San Pedro y San Pablo Bicuñer, matando a los misioneros y soldados, y capturando a mujeres y niños. Incendiaron todas las estructuras, incluyendo el templo misional. Casi al mismo tiempo, atacaron La Purísima Concepción, donde también mataron a los misioneros y soldados, capturaron a mujeres y niños, y quemaron el pueblo.
El día siguiente, Rivera y Moncada fueron atacados mientras acampaban cerca de La Concepción y murieron junto con todos sus soldados y colonos. La masacre duró 3 días, durante estos ataques, el Padre Garcés y el Padre Barreneche sobrevivieron inicialmente, pero fueron asesinados el 19 de julio de 1781. El saldo final fue de 105 muertos entre soldados, colonos y cuatro misioneros, y 74 prisioneros. A pesar de los intentos del gobierno virreinal, nunca se pudo castigar a los yumas, y tuvieron que pagar un fuerte rescate por los prisioneros. Así, el proyecto colonizador del Río Colorado fracasó, y los españoles nunca volvieron a controlar la región entre la confluencia del Río Gila y el delta del Colorado.

## St. Thomas Indian Mission

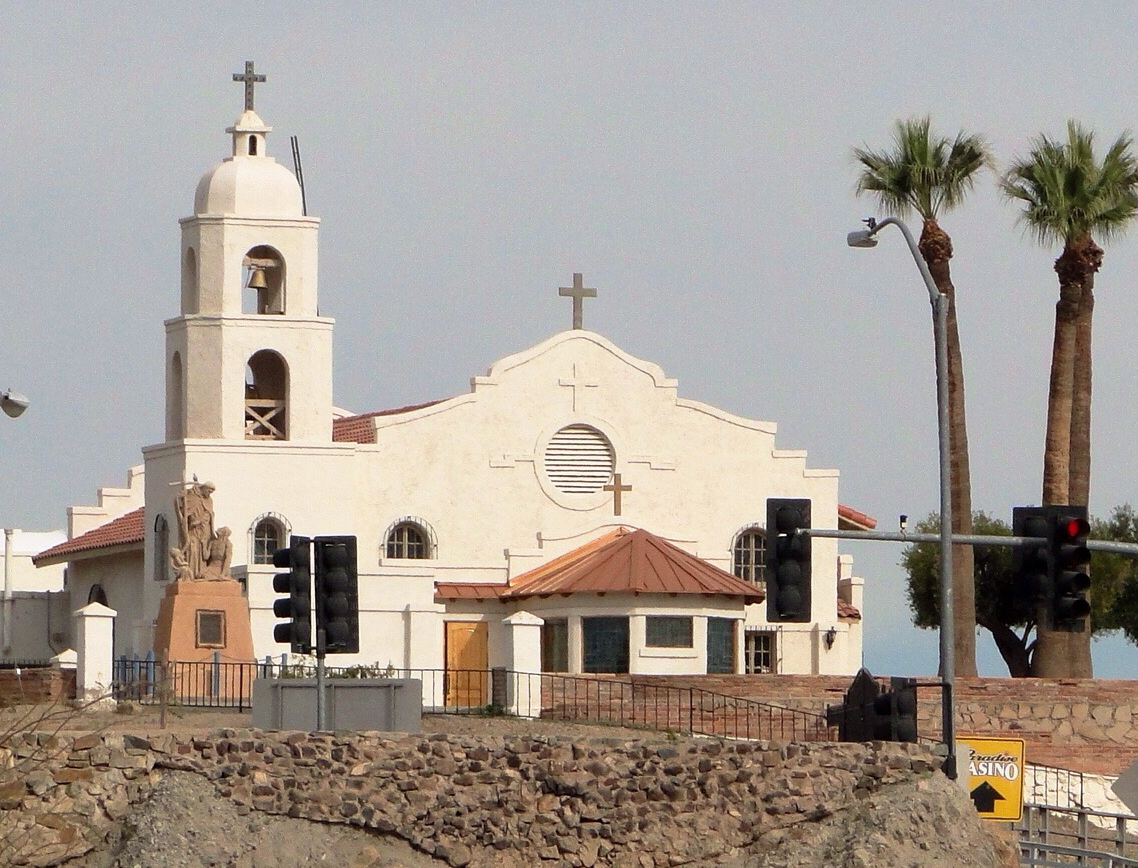

A pesar de su corta existencia, la Misión Puerto de Purísima Concepción dejó una marca en la historia de la región. En el sitio de la misión se estableció posteriormente el Fuerte Yuma (1849-1885), que se convirtió en un puesto militar estadounidense. En 1922, el lugar fue revivido bajo el nombre de St. Thomas Indian Mission.
Saint Thomas Indian Mission es una iglesia que se encuentra en la colina conocida como Indian Hill, cerca de la confluencia de los ríos Gila y Colorado. Es un monumento histórico de California (No. 350) y cuenta con una estatua del Padre Garcés en su atrio.

## Hito Histórico de California

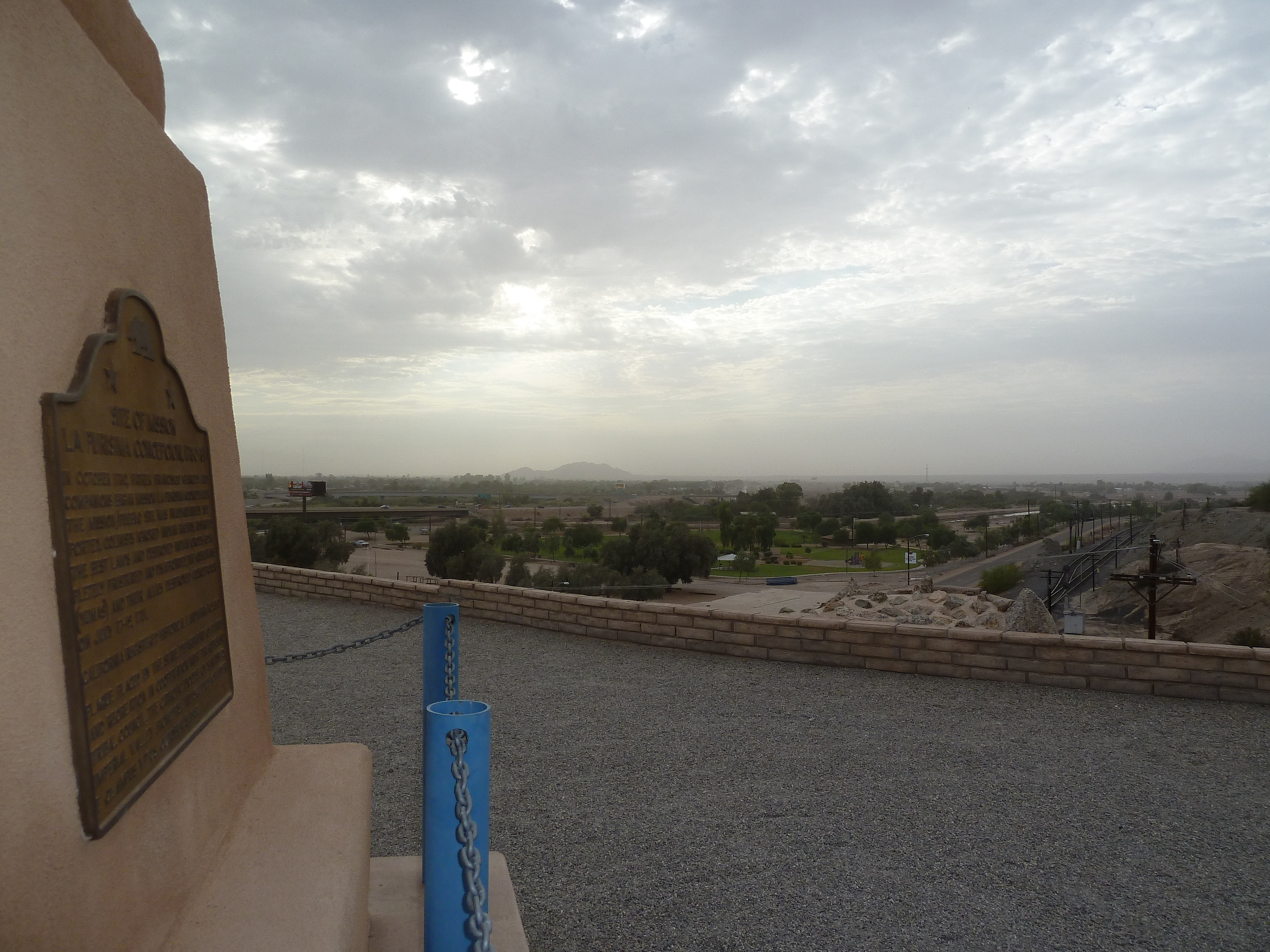

Actualmente, el sitio está identificado únicamente por un marcador histórico ubicado en Picacho Road en Fort Yuma, California, a una milla al sur de Winterhaven Road.
La placa del hito histórico de California dice:

NO. 350 MISIÓN LA PURÍSIMA CONCEPCIÓN (SITIO DE) – En octubre de 1780, el Padre Francisco Garcés y compañeros iniciaron la Misión La Purísima Concepción. El sitio de la misión/pueblo no recibió el apoyo adecuado. Los colonos ignoraron los derechos de los indios, usurparon las mejores tierras y destruyeron sus cultivos. Completamente frustrados y decepcionados, los quechans (yumas) y sus aliados destruyeron Concepción del 17 al 19 de julio de 1781.